# Platanthera hologlottis
Platanthera hologlottis  es una especie de orquídea de hábito terrestre originaria del Sudeste de Asia.

## Descripción
Las especies de Platanthera se distinguen de las de Orchis y de las de Habenaria, por la ausencia de procesos estigmáticos, al poseer un espolón nectarífero para atraer a los insectos polinizadores. Otra característica diferenciadora es la de sus raíces tubérculos ovoideas.  
Es una orquídea de tamaño  medio a grande, prefiere el clima frío. Tiene hábito terrestre con raíces tuberosas, cilíndricas a ovoides  que da lugar a un tallo erecto basal con vainas tubulares y que confieren 5 y 6 hojas caulinares, oblongo-lanceoladas, agudas, basalmente juntas. Florece en la primavera y principios del verano en una inflorescencia erecta, de 10 a 20 cm de largo,  que llevan flores fragantes.

## Distribución y hábitat
Se encuentra en el este de Siberia, China, Japón y Corea en las laderas de los bosques y las praderas húmedas a lo largo de valles a una altitud  de 300 a 3200 metros. 

## Taxonomía
Platanthera hologlottis fue descrita por  Carl Johann Maximowicz y publicado en Mémoires Presentes a l'Académie Impériale des Sciences de St.-Pétersbourg par Divers Savans et lus dans ses Assemblées 9: 268. 1859.
Etimología
El nombre genérico Platanthera deriva del griego y se refiere a la forma de las anteras de las flores ("flores con anteras grandes, planas"). 
Sinonimia
- Habenaria glossophora W.W.Sm.
- Habenaria neuropetala Miq.
- Limnorchis hologlottis (Maxim.) Nevski
- Platanthera glossophora (W.W.Sm.) Schltr.
- Platanthera hologlottis var. glossophora (W.W.Sm.) K.Inoue
- Platanthera neuropetala (Miq.) Franch. & Sav.
- Tulotis hologlottis (Maxim.) Efimov[4]